# Heribert Jussen
Heribert Jussen (* 19. Oktober 1925 in Aachen; † 15. April 2011) war ein deutscher Sonderpädagoge und Professor für Gehörlosen- und Schwerhörigenpädagogik an der Universität zu Köln.
Jussen wurde 1957 in Bonn an der philosophischen Fakultät promoviert mit einer Dissertation Der für den Aufbau des verbalen Denkkreises grundlegende Formenbestand im Taubstummenunterricht. Zusammen mit Martin Kloster-Jensen und Karl Heinz Wisotzki gab er das Werk Lautbildung bei Hörgeschädigten: Abriss einer deutschen Sprachlautlehre in 3. Auflage heraus. Jussen war einer der Gründungsväter der Heilpädagogik in Köln. Er war bis zu seiner Emeritierung im Jahre 1992 für über 35 Jahre geschäftsführender Direktor des Seminars für Hör- und Sprachgeschädigtenpädagogik.

## Publikationen (Auswahl)

### Monografien (Auswahl)
- Interaktionsmuster im Gehörlosenunterricht. 1. Auflage. Westdeutscher Verlag, Opladen 1985, ISBN 978-3-531-03196-5.
- mit John A. Albertini: Chancen für Hörgeschädigte: Hilfen aus internationaler Perspektive. 1. Auflage. E. Reinhardt, München; Basel 1991, ISBN 978-3-497-01200-8.
- mit Martin Kloster-Jensen und Karl-Heinz Wisotzki: Lautbildung bei Hörgeschädigten: Abriss einer deutschen Sprachlautlehre. 3., überarbeitete Auflage. Ed. Marhold, Berlin 1994, ISBN 978-3-89166-133-8.

### Herausgeberschaften (Auswahl)
- Anregungen und Empfehlungen zur Elementarerziehung Schwerhöriger. 1. Auflage. Holdau, Aachen 1982, ISBN 978-3-927573-01-7.
- Textkonstitution in einfacher Sprache und ihre Probleme. 1. Auflage. Groos, Heidelberg 1976, ISBN 3-87276-179-X.